# Polyscias botryophora
Polyscias botryophora är en araliaväxtart som beskrevs av Hermann Harms. Polyscias botryophora ingår i släktet Polyscias och familjen Araliaceae. Inga underarter finns listade.